# Moušeł III Mamikonian
Pour l’article homonyme, voir Moušeł Mamikonian.
Moušeł III Mamikonian (Մուշեղ Գ Մամիկոնյան, en arménien), tué en 635 / 636, est un sparapet d'Arménie tué en combattant dans l'armée des Sassanides lors de la bataille d'al-Qadisiyya.

## Origine
L'origine de Moušeł III Mamikonian est incertaine. L'historien Sébéos le présente comme un fils de Davith Mamikonian. Selon Christian Settipani, Davith serait probablement le fils d'un Hamazasp, lui-même fils probable de Moušeł II Mamikonian. De son côté, Cyril Toumanoff considère que Davith est fils de Vahan II le Loup, une figure issue de l’Histoire du Taron, chronique d'Hovhannès Mamikonian qui est considérée comme plus romanesque qu'historique. Dans les deux cas, Moušeł est le frère aîné des princes d'Arménie Hamazasp IV et Grigor Ier Mamikonian.

## Mort
Selon l'historienne Parvaneh Pourshariati, le prince Moušeł III, fils de Dawit Mamikonian, à la tête de 3 000 hommes, et Grigor II Novirak, prince de Siounie, gendre de Khosro II, à la tête de 1 000 hommes, constituent le contingent de vassaux arméniens qui rejoignent l'armée de Rostam Farrokhzad, le commandant en chef des forces sassanides, et participent à la bataille d'al-Qadisiyya contre les Arabes musulmans.
Moušeł III et deux de ses neveux, fils de sa sœur, ainsi que Grigor II et son fils, périssent, comme d'ailleurs le général Rostam Farrokhzad et une grande partie de l'état-major iranien, dans la sanglante défaite qui leur est infligée par les envahisseurs.

## Postérité
Selon Cyril Toumanoff et Christian Settipani, il aurait eu un fils, Moušeł IV Mamikonian, qui fut sparapet et prince d'Arménie en 654,.

## Note
1. ↑  Date imprécise : Tabarî, La Chronique (Volume II, `Omar, fils de Khattâb), Actes-Sud  (ISBN 2-7427-3318-3), p. 153 indique « pendant la quatorzième année de l'hégire », donc en 635 ou au début de 636. Janine et Dominique Sourdel, dans Le dictionnaire historique de l'islam aux éd. des PUF  (ISBN 978-2-130-54536-1) indiquent « mars 636 ou 637 ». Enfin, plus récemment (2008), l'historienne Parvaneh Pourshariati retient 635, alors que Christian Settipani optait en 2006 pour 638.